# Marat Ganeev
Marat Saidovič Ganeev (in russo Марат Саидович Ганеев?; 6 dicembre 1964) è un ex pistard e ciclista su strada russo, fino al 1991 sovietico.

## Palmarès

### Olimpiadi
- 1 medaglia:
  - 1 bronzo (Seul 1988 nella corsa a punti)